# Fuirendal
Fuirendal (Fyrendal) er en herregård i Fyrendal Sogn, Næstved Kommune (tidligere Fuglebjerg Kommune, Øster Flakkebjerg Herred, Sorø Amt). 
Fyrendal ligger tæt op ad kirken af samme navn. 
Oprindelig hed herregården Vindingegård efter landsbyen Vindinge, der blev nedlagt i første halvdel af 1600-tallet. I 1677 blev Vindingegård gjort til baroni under navnet Fuirendal. 
Hovedbygningen er opført i flere tempi og har en ret uregelmæssig grundplan. Nordfløjen er opført i 1609-10 af Vilhelm Dresselberg i to stokværk med hvidkalkede mure over hvælvede kældre. I det indre findes kalkmalede dekorationer, som hører til det oprindelige inventar. På sydsiden lå indtil slutningen af 1700-tallet et ottekantet trappetårn. Mod vest byggedes på samme tid eller måske betydeligt senere en portfløj i ét stokværk med kælder og to krydshvælvinger i porten. Mod syd lå en fløj, der stødte op til kirkegården. Den blev nedrevet i 1880erne og erstattedes af den mur, der nu skiller herregården fra kirkegården. Mod øst stod i 1700-tallet en mur med en anselig port, der blev istandsat 1678, men måske var noget ældre. 
I 1922 moderniseredes hovedbygningen, og i 1922-24 ombyggedes avlsgården. I 2007-2008 atter istandsat og moderniseret.
Godset ejes af kammerherre, hofjægermester Ulrich Holstein-Holsteinborg, der også ejer Holsteinborg ved Rude og Snedinge ved Skælskør. 
Der er ikke offentlig adgang til godset.
Fuirendal er på 124 hektar

## Ejere af Fuirendal
- (1387-1413) Didrik Skeel
- (1413-1440) Niels Jensen Dyre
- (1440-1475) Erik Jensen Dyre
- (1475-1509) Christoffer Eriksen Dyre
- (1509-1554) Erik Christoffersen Dyre
- (1554-1592) Sidsel Mouridsdatter Skave gift Dyre
- (1592-1594) Niels Andersen Dresselberg
- (1594-1595) Peder Nielsen Dresselberg
- (1595-1620) Vilhelm Nielsen Dresselberg
- (1620-1630) Enke Fru Dresselberg
- (1630-1632) Mette Vilhelmsdatter Dresselberg gift Parsberg
- (1632) Christian 4.
- (1632-1645) Hans Ulrik greve Gyldenløve
- (1645-1660) Gunde Rosenkrantz
- (1660-1663) Jørgen Rosenkrantz
- (1663-1667) Margrethe Frische gift Fuiren
- (1667-1673) Thomas Fuiren
- (1673-1686) Diderik lensbaron Fuiren
- (1686-1700) Diderik lensbaron Fuiren
- (1700-1737) Ulrich Adolph Holstein-Holsteinborg
- (1737-1749) Frederik Conrad Holstein-Holsteinborg
- (1749-1759) Christoph Conrad Holstein-Holsteinborg
- (1759-1760) Cay Joachim Detlev Holstein-Holsteinborg
- (1760-1796) Heinrich Holstein-Holsteinborg
- (1796-1836) Frederik Adolph Holstein-Holsteinborg
- (1836-1892) Ludvig Henrik Carl Herman Holstein-Holsteinborg
- (1892-1924) Frederik Conrad Christian Christoffer Holstein-Holsteinborg
- (1924-1945) Bent Holstein-Holsteinborg
- (1945-1960) Erik Frederik Adolph Joachim Holstein-Holsteinborg
- (1960-1981) Ib Holstein-Holsteinborg
- (1981-) Ulrich Holstein-Holsteinborg

## Fuirendal til leje
Fuirendal er pr. august 2008 renoveret og udbudt til leje til folk med pietetsfølelse for stedet.